# Меган Мулали
Меган Мулали (енгл. Megan Mullally; IPA: ; 12. новембар 1958) је америчка глумица и певачица.
Каријеру је започела као позоришна глумица у Чикагу, да би се 1985. године преселила у Лос Анђелес, где је у почетку тумачила споредне улоге у филмовима и телевизијским серијама. Године 1994. наступила је у представи Бриљантин на Бродвеју и касније се појавила у још неколико бродвејских мјузикла. Најпознатија је по улози Карен Вокер у ситкому Вил и Грејс у коме је наступала од 1998. године до 2006. године. По завршетку серије водила је Шоу Меган Мулали који је укинут 2007. године. Након тога је тумачила епизодне улоге у неколико популарних ситкома као што су Паркови и рекреација, Срећни завршеци, Телевизијска посла, Целу ноћ будни, Бостонски адвокати и Нове авантуре старе Кристине. Године 2010. тумачила је једну од главних улога у другој сезони серије Глумци на журци, која је након тога укинута. Од 2008. године наступа у серији Дечија болница и позајмљивала је глас у неколико епизода анимиране серије Бобови хамбургери.
Седам пута је била номинована за награду Еми у категорији Најбоља споредна глумица у хумористичкој серији, а награду је освојила 2000. године и 2006. године (за улогу Карен Вокер). Седам пута узастопно номинована је за Награду Удружења глумаца у истој категороји (три освојене), а четири пута за награду Златни глобус.